# Раскин, Абрам Григорьевич
Абрам Григорьевич Раскин (22 января 1924, Бобруйск, БССР — 28 июля 2023, Санкт-Петербург) — советский и российский художественный критик и историк искусства, учёный и публицист, знаток истории Петербурга, автор сценариев балетов и сборников лирических стихов, множества книг и альбомов. Заслуженный деятель искусств Российской Федерации (1999).

## Биография
Окончил исторический факультет Ленинградского государственного университета в 1950 году. С этого года работал старшим научным сотрудником дирекции дворцов и музеев Петродворца. Его основной задачей была подготовка материалов и исторических справок для обеспечения проектных заданий по воссозданию фонтанов, дворцов и декоративной скульптуры. Имел дружеские отношения с архитекторами, воссоздававшими Петергоф: В. М. Савковым, Е. В. Казанской, А. Э. Гессеном, А. А. Кедринским, скульпторами: И. В. Крестовским, Н. В. Дыдыкиным, Л. М. Швецкой, Э. П. Масленниковым и др. С тех пор в круг интересов Раскина прочно вошло искусство петровского времени и второй четверти XVIII века.
Руководил реставрационными работами в Елагиноостровском дворце. С 1965 по 1988 год трудился на разных должностях в КГИОП.
Автор более 600 опубликованных работ по истории искусства и архитектуры Петербурга и его пригородов. К числу наиболее заметных принадлежит его книга «Шаляпин и русские художники». В последние два десятилетия значительное количество статей написано Раскиным о современных художниках и скульпторах Санкт-Петербурга. Так же им написано, составлено и издано 12 собственных стихотворных сборников. Инициатор выпуска и редактор сборников Петербургские искусствоведческие тетради.
Член правления Санкт-Петербургского Союза художников России, председатель правления Ассоциация искусствоведов (Петербургское отделение) Санкт-Петербургского отделения Творческого союза историков искусства и художественных критиков международной Ассоциации искусствоведов  (АИС); вице-председатель Санкт-Петербургского Общества акварелистов; член Российского Межрегионального союза писателей (РМСП); почётный член АРСИИ им. Г. Р. Державина. Отмечен академическими наградами – «Золотая медаль «А. С. Пушкин» и «Золотая медаль «С. А. Есенин».
В 1984 году награжден золотой медалью ВДНХ за деятельность в области охраны и реставрации памятников архитектуры Ленинграда. В 1995 году выступил инициатором альманаха «Петербургские искусствоведческие тетради».
В 1997 году выступил одним из инициаторов возрождения Петербургского общества акварелистов. Доброй традицией стали большие выставки «Акварельные сезоны» в лучших залах города и пленэры в разных краях России, у истоков этого стоял и Раскин.
В 2002 году, к 300‑летию Петербурга, на Университетской набережной появился памятный знак «Послание через века» в виде открытой гранитной книги со строчками из пушкинского «Медного всадника», скульптор Эвелина Соловьева, архитектором Олег Романов, автор идеи Абрам Раскин.
В 1999 году присвоено почётное государственное звание «Заслуженный деятель искусств Российской Федерации».
Скончался в Санкт-Петербурге 28 июля 2023 года. Похоронен на Южном кладбище.

## Публикации (выборочно)
- Фёдорова Н. Н., Раскин А. Г. Петродворец. — Л.; М.: Гос. изд-во лит. по стр-ву и архитектуре, 1954. — 120, [14] с. — (Архитектурные ансамбли пригородов Ленинграда).
- Раскин А. Г. Шаляпин и русские художники / Вступ. статья И. Ф. Шаляпиной. — Л.; М.: Искусство, 1963. — 164, [16] с.
- Архипов Н. И., Раскин А. Г. Бартоломео Карло Растрелли. 1675—1744. — Л.; М.: Искусство, 1964. — 109, [42] с. — (Живопись. Скульптура. Графика).
- Раскин А. Г. Город Ломоносов: Дворцово-парковые ансамбли XVIII века. — Л.: Искусство. Ленингр. отд-ние, 1979. — 138 с.
- Кючарианц Д. А., Раскин А. Г. Пригороды Ленинграда: Архитектурные и художественные памятники XVIII—XX веков. — Л.: Искусство. Ленингр. отд-ние, 1985. — 432 с. — (Архитектурно-художественные памятники городов СССР). — 50 000 экз.
- Раскин А. Г. Петродворец: Дворцы-музеи, парки, фонтаны. — Л.: Лениздат, 1988. — 192 с.
- Кючарианц Д. А., Раскин А. Г. Гатчина: Художественные памятники. — Л.: Лениздат, 1990. — 240 с. — 100 000 экз. — ISBN 5-289-00600-1.
- Раскин А. Г. Отрада: Стихи. — СПб.: Роза мира, 1996. — 36 с. — ISBN 5-85574-020-X.
- Раскин А. Г. Душа Петергофа: Фонтаны и каскады. — СПб.: Лениздат, 1999. — 304 с. — ISBN 5-289-01591-4.
- Раскин А. Г. Биобиблиографический указатель. — СПб., 2003. — 176 с.
- Санкт-Петербург. Петергоф. Царское село. Павловск: [Книга-альбом] / Авт. текста А. Г. Раскин. — СПб.: П-2, 2000. — 128 с. — ISBN 5-900530-77-9.
- Раскин А. Г. Живописец Николай Тимков.[4]
- Abram Raskin. Saint-Petersbourg, P-2 Art Pablishers, 2002. — 144 P. — ISBN 5-93893-033-2.
- Раскин А. Г. Испанская рапсодия Саида Бицираева. — СПб.: ЗАО Геза Ком, 2004. — 84 с.
- Раскин А. Г. Гавриил Малыш.[5]
- Abram Raskin. Les Nuits Blanches: Saint-Petersbourg, P-2 Art Pablishers, 2008. — 128 P. — ISBN 978-5-93893-500-6.
- Раскин А. Г., Уварова Т. В. Возвращение имени: Николай Ильич Архипов // Псков: Научно-практический, историко-краеведческий журнал / Псковский государственный университет (Псков). — 2010. — № 33. — С. 129—143. ISSN 22197923
- Раскин А. Г. Портрет искусствоведа // Петербургские искусствоведческие тетради. Вып. 20. — СПб., 2011. — С. 7—20.[6]
- Андрей Корольчук. Живопись, акварель, эстамп. (Альбом) / Авт. вст. ст. Раскин А. Г., Григорьянц Е. И. — СПб.: Изд. РГПУ им. А. И. Герцена, 2012. — 120 с.